# Compton Martin
Compton Martin är en ort och civil parish i Storbritannien.   Den ligger i kommunen Bath and North East Somerset och riksdelen England, i den södra delen av landet, 180 km väster om huvudstaden London. Compton Martin ligger 100 meter över havet och antalet invånare är 508.
Terrängen runt Compton Martin är kuperad åt sydväst, men åt nordost är den platt. Runt Compton Martin är det ganska tätbefolkat, med 144 invånare per kvadratkilometer. Närmaste större samhälle är Bristol, 16,6 km norr om Compton Martin. Trakten runt Compton Martin består i huvudsak av gräsmarker.